# Bernard Lavilliers
Bernard Oulion, dit Bernard Lavilliers, est un auteur-compositeur-interprète français, né le 7 octobre 1946 à Saint-Étienne ou Firminy selon les sources.
Actif depuis 1965, Lavilliers est reconnu pour son mélange unique de chanson française, de rock, de reggae, de salsa et de bossa nova. Son parcours musical est marqué par des voyages à travers le monde, notamment en Amérique latine, qui ont influencé son style et ses textes.
Au-delà de sa carrière musicale, Lavilliers est également acteur et a été associé à divers mouvements politiques et sociaux tout au long de sa vie. Il a notamment soutenu les ouvriers en lutte, les sidérurgistes lorrains et s'est engagé contre le barrage de Belo Monte pour défendre les Amérindiens.

## Biographie

### Enfance et formation
Bernard Ouillon naît le 7 octobre 1946 à Saint-Étienne, ou à Firminy selon les sources. Son père, résistant pendant la Seconde Guerre mondiale, et syndicaliste, est ouvrier à la manufacture d'armes de Saint-Étienne (MAS) et sa mère est institutrice. Son éducation joue un grand rôle dans son approche de la musique. Il explique que ce sont ses parents qui lui ont donné la passion pour les rythmes tropicaux, le jazz portoricain, la musique classique et la poésie. Il écoute, dès ses quatre ans, beaucoup de musique grâce au tourne-disque qui lui est offert pour son anniversaire. Parmi les événements notables : il est frappé d'une pneumonie pendant son enfance et ses parents déménagent en banlieue pour l'éloigner de la pollution de Saint-Étienne ; il commence la boxe à l'âge de 13 ans.
Selon l'historiographie officielle, à quatorze ou quinze ans, il fait un séjour en maison de correction. À sa sortie, il commence à travailler et devient, à la demande de son père, tourneur sur métaux à la MAS. Il écrit plus tard : « À cette époque de ma vie, je me cherchais : je ne savais pas si je serais gangster, boxeur ou poète… ».
En 1963, à 17 ans, il adhère au Parti communiste français. À 18 ans, il participe à Saint-Étienne à Nocturne, un premier montage (textes-chansons) créé par la troupe Duk (dirigée par Pierre-René Massard), aux côtés d'un autre jeune Stéphanois, Alain Meilland, futur cofondateur du Printemps de Bourges auquel il participera à de nombreuses reprises.[réf. nécessaire]. Il commence à travailler comme tourneur-fraiseur à la Manufacture d’armes de Saint-Étienne, où travaillait son père .
À 19 ans, en 1965, il part pour le Brésil, d'où il revient un an plus tard. Il serait alors considéré comme insoumis vis-à-vis du service national. Bernard Lavilliers déclare au journal Le Temps : « Un an de mitard parce que j'avais essayé d'échapper au service militaire. J'ai refusé de porter l'uniforme, on m'a jugé comme déserteur et j'ai passé mon temps dans une forteresse à Metz. J'étais à l'isolement,. »
Toute cette période de sa vie, souvent racontée de différentes manières par les médias, fait l'objet d'interrogations, portant principalement sur la concordance des dates et la véracité des faits,,.

### Débuts
À partir de l'âge de vingt ans, Bernard Ouillon vit principalement en faisant la manche, jouant de la musique pour les passants. Il chante en parallèle dans des cabarets de la rive gauche à Paris, comme chez Jacky Scala, rue Lacépède. On le retrouve aussi à la Cour des miracles à Bordeaux, en compagnie de Gilles Elbaz, Germinal ou Gérard Ansaloni. Il touche sa première paie en jouant à la pizzeria du Marais à Paris. Il y partage la scène avec Jacques Higelin et Renaud. En 1967, il sort ses premiers 45 tours et obtient le prix de la Rose d'or de la chanson à Montreux avec La Frime.
Son premier album, Chanson pour ma mie, sort en 1968, avec en titre son prénom et un énigmatique « Lavilliers » (probablement lié au nom de la ville ouvrière d'Aubervilliers, selon ses propres déclarations), qui deviendra son nom de scène. Pendant les événements de mai 1968, il chante dans les usines occupées de la région lyonnaise. Sillonnant alors la France, il éprouve des difficultés à percer dans la musique, tout en jouant pendant quelques mois dans des cabarets de province ; au mois de juin 68, il fait la manche en Bretagne. Il exerce plusieurs petits boulots (restaurateur, gérant de boite de nuit à Marseille, etc.) et se marie en 1970 avec Évelyne.

### Années 1970
En 1970, Bernard Lavilliers sort un 45 tours simple, sous le pseudonyme « Edgar de Lyon », avec les titres Camelia blues et Juliette 70.
Bernard Lavilliers sort son deuxième album en 1972, Les Poètes et commence à avoir une certaine notoriété, qui se confirme, en 1975, avec Le Stéphanois (et notamment les titres San Salvador et Saint-Étienne, album introduit par « (l)a très higelinesque/gainsbourgienne première chanson de l'album », Les aventures extraordinaires d'un billet de banque). C'est à partir de cette date que le métier de chanteur devient vraiment sérieux pour Lavilliers, et qu'il s'y investit vraiment.
La consécration intervient en 1976 avec Les Barbares. Il rencontre Eddie Barclay qui prend en charge sa carrière. Il décrit cet album comme le tournant musical de sa carrière. On y découvre en effet un mélange musical allant du rock au funk en passant par les rythmes tropicaux. Cet album a été composé en collaboration avec le groupe de musique Némo, avec qui il tourne en concert pendant quelques années. Il passe pour la première fois à l'Olympia en octobre 1977. C'est à cette période qu'il rencontre Léo Ferré, un modèle pour lui.
À la faveur d'une tournée commune en 1977, à laquelle participent aussi les groupes Magma et Gong, les deux hommes se lient d'amitié. Quelques années plus tard, Lavilliers invite d'ailleurs son aîné à chanter avec lui à la fête de l'Humanité en 1992 et fait un concert en hommage à l'œuvre de Ferré en 2006 à Lyon en compagnie de ses musiciens habituels et de l'orchestre national de Lyon. Un DVD de ce concert sortira en 2009 sous le nom de Lavilliers chante Ferré. La fin des années 1970 est une période prolifique pour Lavilliers puisqu'il sort 15e Round en 1977 et Pouvoirs en 1979. Ce dernier se présente comme un album-concept, presque entièrement consacré au thème du pouvoir mais confronté à un "relatif insuccès", surtout après la réussite en 1978 de son album en public, T'es vivant ?, qui marque toute une génération adepte de la chanson rock française[réf. nécessaire]. Le public de fans suit, comme les "6000 personnes par concert" pendant 5 jours à l'hippodrome de Pantin en mars 1979". Le mois suivant, en avril 1979, Lavilliers s'installe à Saint-Malo, achète un bateau et part pour la Jamaïque, puis vers New York et le Brésil. Il revient en France avec l'album O gringo, l'un de ses disques les plus célèbres. La légende de Bernard Lavilliers, musculeux voyageur des quartiers louches des Amériques, se forge sur cet album exotique et notamment sur la photo de la pochette où on le voit hilare dans une chambre, une carte de New York et un revolver posés dans une valise. Cet album est celui de la reconnaissance musicale et du succès. Les rythmes reggae, salsa et traditionnels brésiliens (Sertaõ dédié à Lampião, cangaceiro mythique de la libération au Brésil) font de ce disque un album éclectique. Suit une grande série de concerts et il joue notamment dans le cadre du premier Festival international de jazz de Montréal en 1980.

### Années 1980
Les années 1980 sont des années de gloire pour Lavilliers. En 1981 sort l'album Nuit d'amour qui raconte notamment sa nouvelle vie à Los Angeles et sa rencontre avec Lisa Lyon qui deviendra sa femme. Cet album montre un certain renouveau et explore de nouvelles pistes musicales plus électroniques, notamment avec le titre Night Bird, mais certains titres comme Pigalle la Blanche semblent plus dans la continuité de son album précédent.
En 1983, sort État d'urgence. Cet album très noir n'est pas forcément le plus célèbre de sa discographie, bien qu'y figure le titre Idées noires pour lequel il forme avec succès un duo avec Nicoletta. Teinté de nostalgie (À suivre, qui raconte son retour à Saint-Malo pour y retrouver un amour perdu), mais surtout d’un profond cynisme sur notre monde (État d’urgence), il aborde aussi sa légende et le mystère qui tourne autour de sa personnalité dans Le Clan mongol et raconte ses passages en prison dans Q.H.S.. Lavilliers traîne son humeur triste sur une musique rock concoctée par ses musiciens fétiches de l'époque : Pascal Arroyo, Jean-Paul Hector Drand et François Bréant.
En 1984, il sort Tout est permis, rien n'est possible, disque semblant être plus dans la lignée de son travail des années 1970, notamment les albums 15e Round et Pouvoirs. Lavilliers reprend alors les voyages et publie en 1986 un de ses albums les plus célèbres, Voleur de feu. Cet album se présente comme un condensé des styles musicaux parcourus depuis le début de sa carrière. Parmi les titres se trouve Noir et Blanc, qui évoque l'apartheid et auquel N'Zongo Soul prête sa voix. En 1988, sort l'album If... sur lequel se trouve le titre On the Road Again.

### Années 1990 et 2000
À l'orée des années 1990, Bernard Lavilliers raconte ses voyages en Asie dans l'album Solo (1991). Il est la vedette de la première de l'émission musicale Taratata en janvier 1993. L'album Champs du possible, sorti en 1994, est marqué par une ambiance fin de millénaire (Troisièmes Couteaux, Champs du possible) et par son duo reggae avec Jimmy Cliff, Melody Tempo Harmony, qui reste l'un de ses plus grands succès. En 1997, tout juste quinquagénaire, Lavilliers sort Clair-obscur qui se compose de morceaux aux allures reggae (Audit, Le Venin), de musiques tropicales (Romeo Machado, Capitaine des sables), mais aussi de rock (La Machine). Sur cet album, il reprend un texte engagé et cynique de Léo Ferré dans le titre d'ouverture Préface.
En 2001, sort l'album Arrêt sur image dans lequel figure l'hymne ouvrier Les Mains d'or. Toujours inspiré et en constante évolution, Bernard Lavilliers sort en 2004 Carnets de bord, nouvel hymne au voyage. L'une de ses chansons, L'Été, est une adaptation d'un tube brésilien (Morango do Noreste), repris en Afrique, Amour en or. Dans Voyageur, il se définit lui-même comme un « trafiquant de métaphores, insurgé de l'univers, passager du Maldoror, entre la mort et la mer ». Sur cet album figurent aussi un duo reggae avec Tiken Jah Fakoly intitulé Question de peau, et une diatribe écologique, État des lieux.
En 2008, il sort Samedi soir à Beyrouth, un album reggae-soul réalisé à Kingston en Jamaïque et à Memphis (États-Unis), avec des musiciens locaux.

### Années 2010 et 2020
Fin 2010, Lavilliers sort Causes perdues et musiques tropicales. Le titre de cet album vient d'une discussion avec François Mitterrand dans les années 1980. Alors invité au ministère de la Culture en compagnie d'autres artistes, il se voit demander par le président de l'époque ce qu'il fait de ses journées. Il répond à cela « comme toujours, je chante des causes perdues sur des musiques tropicales ». Cet album est une ode à la musique tropicale du monde entier, de la salsa (Cafard, Causes perdues) à la musique traditionnelle sud-américaine (Coupeurs de cannes, La nuit nous appartient) et comme une invitation au voyage, du Brésil à New York en passant par l'Angola et par Paris. Angola est d'ailleurs le titre d'ouverture du disque ; cette chanson est aussi celle de Bonga Kuenda qui l'accompagne en duo dans cette nouvelle version. Il remporte, avec cet album, la victoire de la musique de l'album de chansons en 2011.[réf. nécessaire]

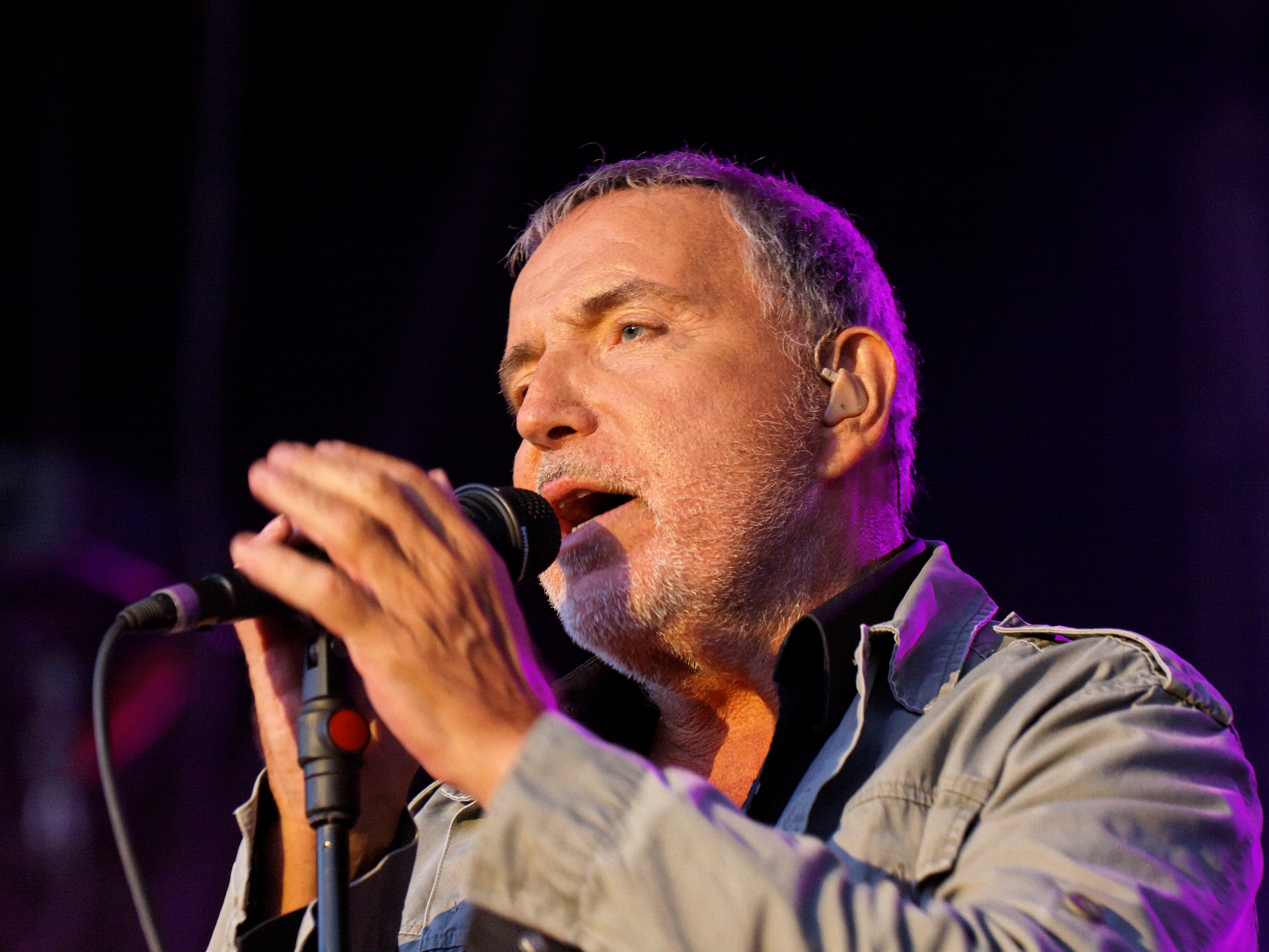
Bernard Lavilliers en concert au Festival du Bout du Monde 2011.

En novembre 2013 sort un nouvel album intitulé Baron Samedi. Ce 20e opus est au format d'un double album. Le premier CD comporte dix titres au travers desquels il évoque son récent voyage en Haïti (il y a tourné un documentaire et écrit trois chansons), ou encore la disparition récente de sa mère à qui il rend hommage avec le titre Sans fleur ni couronne. Sur le second CD, il se fait narrateur d'un poème de Blaise Cendrars écrit en 1913, La Prose du Transsibérien et de la petite Jehanne de France. Cet album marque le début d'une collaboration avec Romain Humeau, qui participera dès lors à la réalisation de tous les albums de l'artiste.

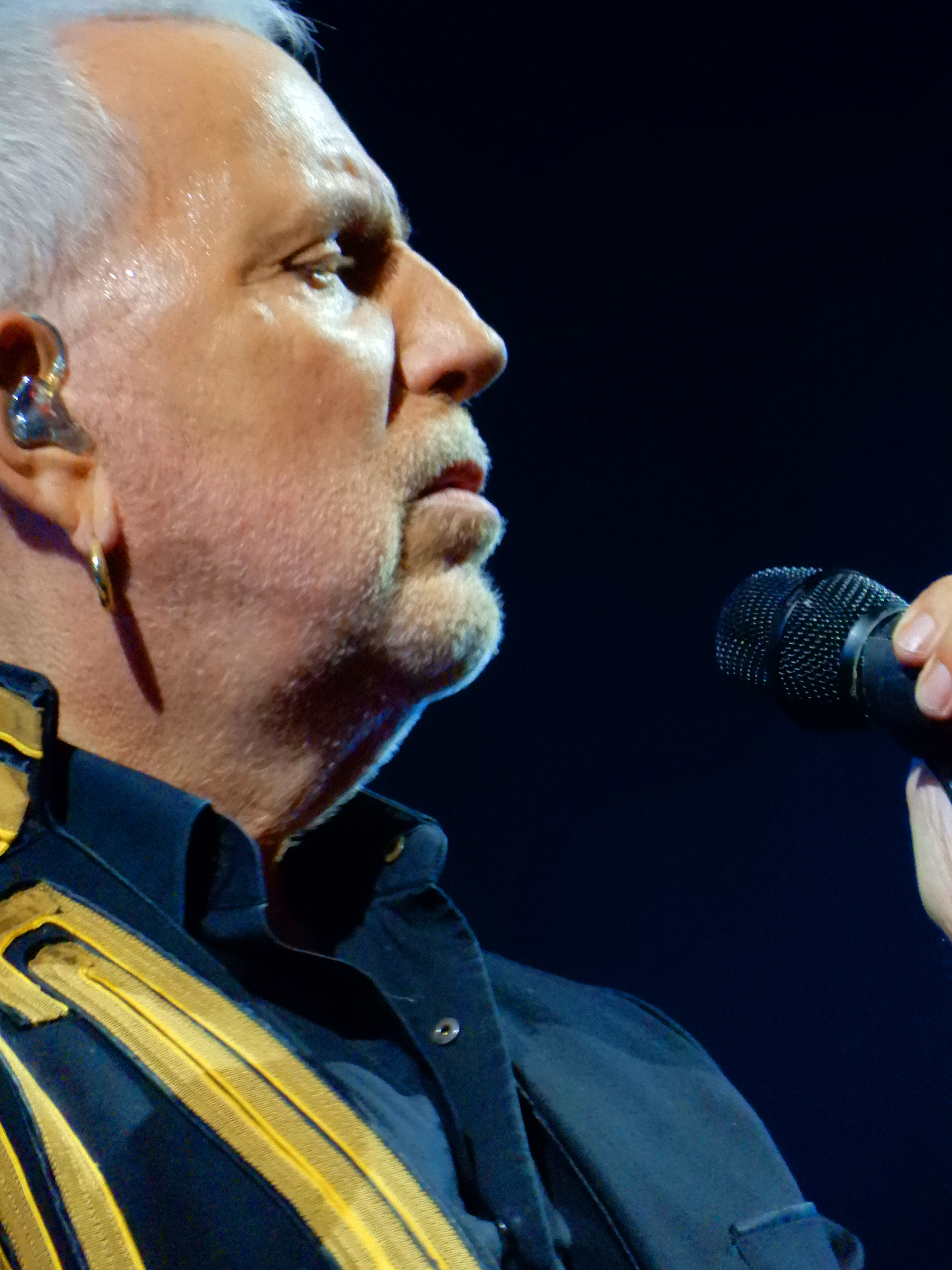
Bernard Lavilliers à Trélazé en septembre 2018

Fin septembre 2017, il sort son 22e album studio, intitulé 5 minutes au paradis. Pour construire cet album « à dominante pop-rock », il s'entoure d'artistes avec qui il a déjà collaboré sur des projets précédents comme Romain Humeau (Eiffel) ou Fred Pallem, et sollicite aussi Benjamin Biolay, Florent Marchet ou encore le groupe Feu! Chatterton, qui représentent selon L'Humanité « la nouvelle génération de la chanson française ». C'est le titre Charleroi, créé avec Feu! Chatterton, qui sera le premier single de l'album. Jeanne Cherhal est aussi présente pour chanter L'Espoir, titre qui clôture l'album,.
Le 12 novembre 2021, il sort l'album Sous un soleil énorme, d'où est extrait le single Le Cœur du monde le 9 septembre.
Le 17 novembre 2023, il publie l'album Métamorphose qui propose 13 titres de son répertoire et un inédit, "La Bandiera Rossa", revisités en version symphonique. Il y est accompagné par le compositeur et arrangeur Cyrille Aufort, un orchestre symphonique de plus de cinquante musiciens et quatre compagnons de route (Xavier Tribolet aux claviers et arrangeur de 3 chansons, Antoine Reininger à la basse, Michaël Lapie à la batterie et Vincent Faucher à la guitare). L'édition limitée en Livre-Disque 2CD est agrémentée d'un CD bonus de 9 titres issus du concert hommage à Léo Ferré qu'il a donné au Théâtre du Chatelet en 2006 avec l'orchestre symphonique Pasdeloup.

### Vie privée
Durant les années 1970, il partage sa vie de façon intermittente avec Évelyne Rossel avec laquelle il a deux enfants. Il est marié de 1982 à 1983 à la bodybuildeuse Lisa Lyon,, puis avec Mlle Li (de son vrai nom : Jocelyne Gourdet) de 1984 à 1989[réf. nécessaire]. En 1986, il est en couple avec l'actrice Corinne Touzet.
Il est le père de quatre enfants : Anne-Laure, née en 1967 d'une première union ; Virginie, née en 1972 d'Évelyne Rossel ; Guillaume en 1975, musicien qui accompagne parfois son père sur scène ; Salomé, née en 1987 d'une rencontre avec Françoise. Il lui consacre la chanson Salomé et elle apparaît parfois avec lui sur scène, notamment en 1995 au Palais des sports de Paris.[réf. nécessaire]
Au tournant des années 1970 et 1980, sa compagne Lisa Lyon, championne du monde de culturisme, l'encourage à travailler son corps, contribuant à son image de chanteur physique. Lisa, également lectrice de scénarios à la MGM, était amie d'Andy Warhol et de Robert Mapplethorpe qui les a photographiés le jour de leur mariage.
Depuis 2003, il vit avec Sophie Chevallier, une graphiste et sculptrice,.

## Engagements politiques et sociaux
En 1963, il adhère au Parti communiste français.
En 1968, Bernard Lavilliers s'engage auprès des ouvriers en lutte dans les usines. Il apporte notamment son soutien aux sidérurgistes lorrains depuis plus de trente ans. Entre autres choses, il leur dédie en 1978 la chanson Fensch Vallée. Le 17 décembre 1991, il donne un concert symbolique sur le site du haut-fourneau U4 à Uckange, pour les salariés de l’usine Lorfonte menacée de fermeture. Vingt ans plus tard, en 2011, il est de retour pour soutenir les « métallos » de l'usine ArcelorMittal à Florange. Il leur dédie la chanson Les Mains d'or, extraite de l'album Arrêt sur image (2001).
Il donne plusieurs concerts de soutien à la Fédération anarchiste, en particulier en 1980 à l'hippodrome Jean Richard et en 1983 à l'Olympia.

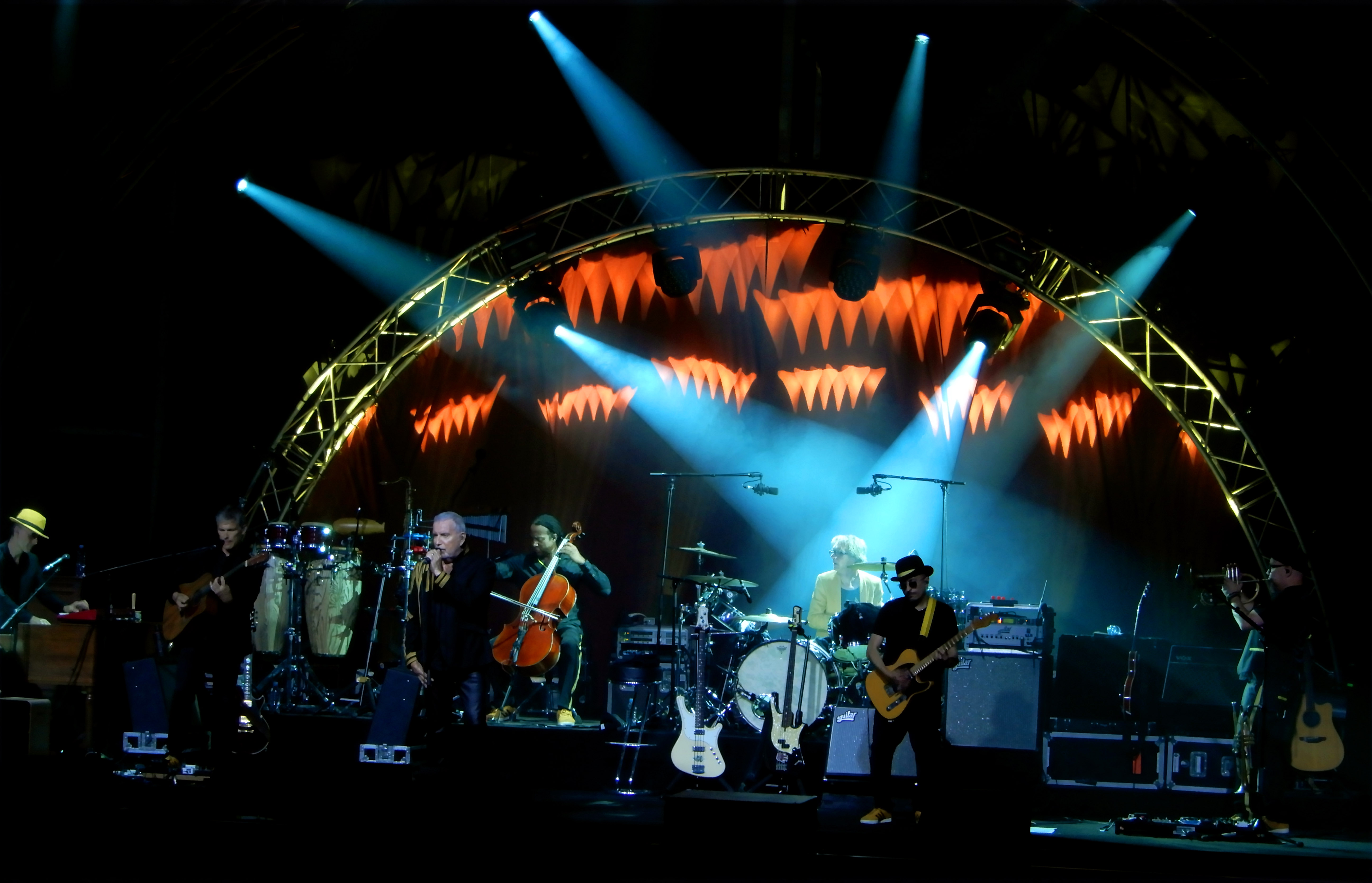
Bernard Lavilliers en concert le 30 juillet 2019 au Festival Jazz en Baie.

On le voit aussi chanter en 2002 à la fête de Lutte ouvrière.
Dans un entretien à L'Humanité en 2005, Il déclare avoir toujours eu « un regard de tendresse pour les cocos » (son père ayant été adhérent au PCF), mais se dit proche de l'anarchisme depuis son adolescence.
En 2008 et 2009, il signe des pétitions et s'engage fortement en faveur de la loi Hadopi visant à réprimer le téléchargement illégal de musique sur Internet,.
En 2011, il soutient officiellement le chef Raoni et les Amérindiens dans leur combat contre le barrage de Belo Monte et continue depuis à accompagner l'association Planète Amazone auprès de laquelle il a contribué à la création de l'Alliance des Gardiens de Mère Nature, mouvement regroupant des représentants indigènes du monde entier et leurs alliés.
La même année, il soutient publiquement Jean-Luc Mélenchon, candidat du Front de gauche à l'élection présidentielle de 2012, pour lequel il votera également en 2017.
Il chante également pour les altermondialistes.

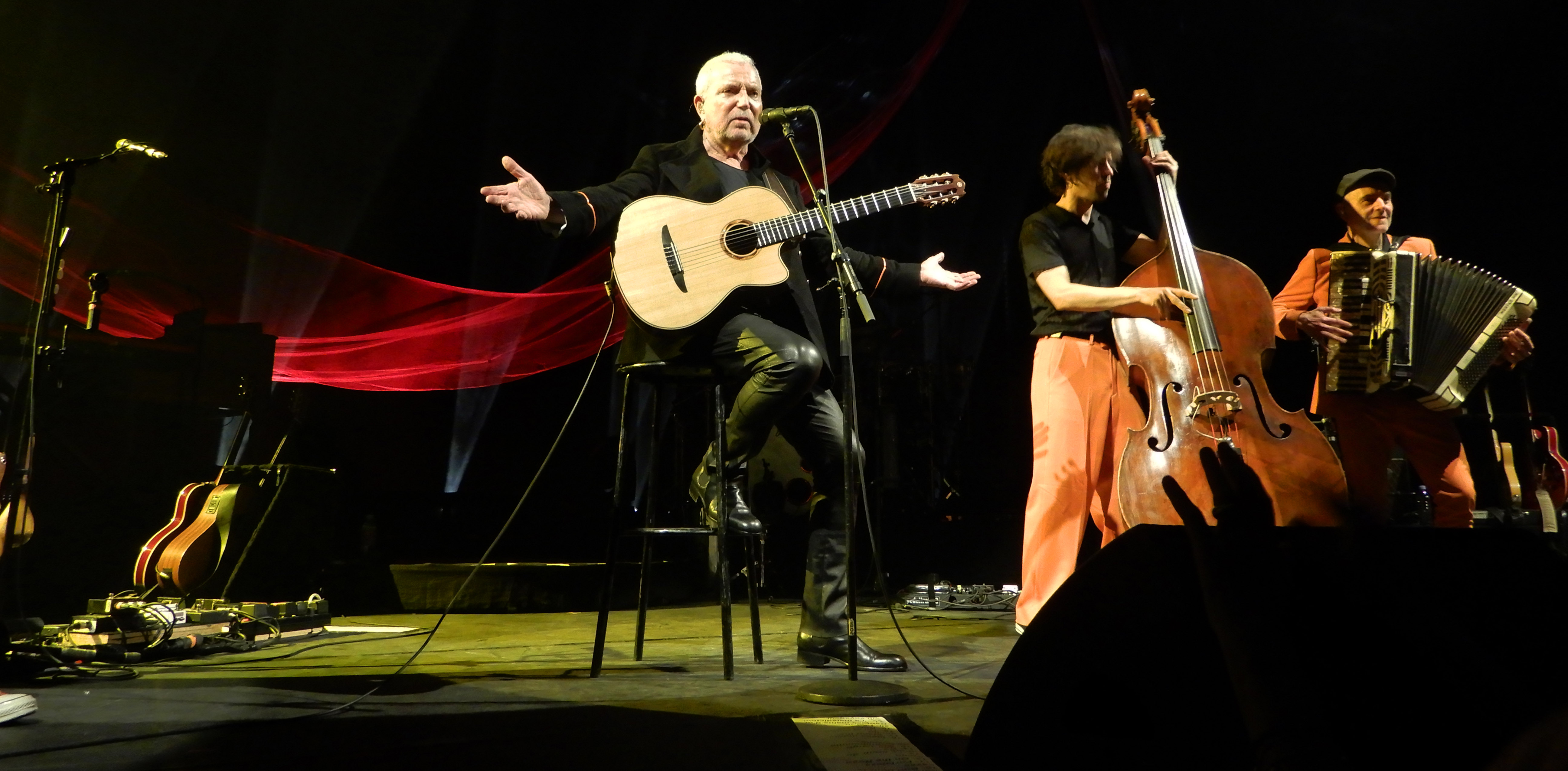
Lavilliers en concert au Liberté à Rennes le 22 avril 2022.

En 2019, après avoir initialement considéré que le mouvement des Gilets jaunes est « un vrai mouvement social parti de la base », il prend ses distances en estimant que cela « vire au poujadisme. Et on sait où le poujadisme mène : au Front national » ; dans le même temps, il déclare « plutôt bien aimer Macron, même s’il est entouré d’une bande de stagiaires », et ajoute « à part lui, je ne vois aucune autre alternative ».
Il est le parrain du phare d'Eckmühl à la pointe de Penmarc'h, dans le sud Finistère.
En mars 2022, il annonce voter à nouveau pour Jean-Luc Mélenchon pour l'élection présidentielle, et soutenir Emmanuel Macron au second tour pour faire barrage à l'extrême-droite.

## Influences et inspirations
Bernard Lavilliers est influencé par la chanson réaliste, les poètes communistes et la contre-culture gauchiste post-marxiste, qui ont fortement inspiré ses premiers écrits (Les Poètes, Le Stéphanois). La dénonciation du (des) système(s) s'amplifie dans une posture contestataire d'affrontement avec les divers tenants du pouvoir dans Les Barbares, 15e round, T'es Vivant. L'influence de Léo Ferré se fait sentir dans cette vision du monde (exaltation de la marginalité, mêmes refus), dans l'écriture (réappropriation de certaines images) et dans l'énonciation (déclamation). Musicalement, il utilise alors les influences post Doors et les ambiances lancinantes du rock progressif.
Avec Nuit d'amour (1981) et État d'urgence (1983), il réalise une alliance de dub et de musique new yorkaise (dans la même veine, Gainsbourg sort Love on the Beat en 1984). Tout est permis, rien n'est possible marque la fin de cette période.
Il réalise des documentaires au Nicaragua et en Afrique du Sud, Voleurs de feu, Gentilshommes de fortune et If reviennent sur la veine des récits de voyage. Bernard Lavilliers fait des retours à ces différentes périodes successives : Champs du possible marque un retour à la fin des années 1970 et du début des années 1980, la chanson Troisièmes couteaux fait écho à CIA et à Changement de main, changement de vilain. Clair obscur revisite les thèmes brésiliens. Arrêt sur image marque une volonté de se rapprocher de son public populaire sur des thématiques telles que Les Mains d'or ; la chanson Carnets de bord revisite l'époque des récits de voyage.

## Discographie

### Albums studio
- 1968 : Chanson pour ma mie
- 1972 : Les Poètes
- 1975 : Le Stéphanois
- 1976 : Les Barbares
- 1977 : 15e Round
- 1979 : Pouvoirs
- 1980 : O Gringo
- 1981 : Nuit d'amour
- 1983 : État d'urgence
- 1984 : Tout est permis, rien n'est possible
- 1986 : Voleur de feu
- 1988 : If...
- 1991 : Solo
- 1994 : Champs du possible
- 1997 : Clair-obscur
- 2001 : Arrêt sur image
- 2004 : Carnets de bord
- 2008 : Samedi soir à Beyrouth
- 2010 : Causes perdues et musiques tropicales
- 2013 : Baron Samedi
- 2014 : Acoustique
- 2017 : 5 minutes au paradis
- 2021 : Sous un soleil énorme

### Albums en public
- 1978 : T'es vivant ?
- 1980 : Live tour 80
- 1985 : Olympia - live 84
- 1990 : Live on the road again 1989
- 2000 : Histoire de scène
- 2005 : Escale au Grand Rex
- 2009 : Chante Ferré

## Filmographie et vidéographie

### Longs métrages de fiction

#### En tant qu'acteur
- 1981 : Neige de Juliet Berto et Jean-Henri Roger : Franco
- 1985 : Fumeurs de charme de Frédéric Sojcher : lui-même

#### En tant que compositeur
- 1981 : Neige de Juliet Berto et Jean-Henri Roger
- 1984 : Rue barbare de Gilles Béhat
- 2008 : Stella de Sylvie Verheyde

### Documentaires
- 2003 : Americas de Xavier Fischer produit par Bonne Pioche et diffusé sur Voyage. Sélectionné au festival étonnants voyageurs de Saint-Malo
- 2013 : Lavilliers dans le souffle d'Haïti, de Bernard Lavilliers et d'Axel Charles-Messance.
- 2020 : Lavilliers par Lavilliers, de Bruno Le Jean (No One / France Télévisions).

Par ailleurs, Bernard Lavilliers assure le commentaire en voix off des documentaires suivants :
- 2005 : Les Trésors Maudits de l’Altiplano, 52 min de Dominique Lenglart (Bonne Pioche, France 5) ;
- 2020 : Le Temps des Ouvriers de Stan Neumann (Les Films d'ici, Arte).

### DVD
- 1989 : Live: On the Road Again, réalisé par Bernard Lavilliers (Barclay)
- 2005 : Escale au Grand Rex (Barclay)
- 2009 : Lavilliers chante Ferré, concert à l'auditorium Maurice Ravel de Lyon, le 24 octobre 2006, avec la participation de l'Orchestre national de Lyon (Barclay)

## Interprétations de poèmes et reprises
- Guillaume Apollinaire : Marizibill[N 3]
- Louis Aragon : Est-ce ainsi que les hommes vivent ?, Je chante pour passer le temps, L’Étrangère, L’Affiche rouge (musiques et adaptations de Léo Ferré), La Rose et le Réséda
- Charles Baudelaire : Promesses d'un visage
- Jean-Roger Caussimon : Comme à Ostende, Le Temps du tango, Monsieur William (musiques de Léo Ferré)
- Blaise Cendrars : Tu es plus belle que le ciel et la mer, "La Prose du Transsibérien"
- Gaston Couté : Christ en bois
- Léo Ferré : Avec le temps, C'est extra, La Maffia, La Mélancolie, La Mémoire et la Mer, La « The Nana », La Vie d’artiste, Le Chien, Les Poètes, Préface, Si tu t’en vas, Thank you Satan, Vingt ans
- Nâzim Hikmet, La plus étrange des créatures (Dünyanın En Tuhaf Mahluku, 1947) sous le titre Scorpion
- Rudyard Kipling : If…
- Alain Peters : Rest'la maloya
- Jacques Prévert & Joseph Kosma : Les Feuilles mortes
- Arthur Rimbaud : Les Assis, Les Corbeaux (musiques de Léo Ferré)
- Claude Roy : Je te reconnaîtrai
- Pierre Seghers : Merde à Vauban (musique de Léo Ferré)
- Paul Verlaine : Ô triste, triste était mon âme, Âme, te souvient-il ? (musiques de Léo Ferré)
- Boris Vian : Je voudrais pas crever ; La Complainte du progrès
- François Villon : La Ballade des pendus[N 3]
- Tristan Tzara : Chanson Dada

## Chansons dans lesquelles Lavilliers est cité

### Renaud
- « Ma chanson leur a pas plu » : dans la première version de la chanson, sur l'album Morgane de toi, le chanteur Renaud rédige des couplets à la façon de Jean-Patrick Capdevielle, Francis Cabrel, Lavilliers et lui-même, il prétend avoir rencontré Bernard au stade Geoffroy-Guichard, et lui avoir proposé une chanson « qui […] s' passe à New York - Y a Jimmy qui s' fait flinguer - Par un black au coin d'un bloc - Par un flic très singulier - Il était pas vraiment mort - Il était blessé seulement - Jimmy, il est vach'ment fort - Il est dealer et on l'dit lent […] »
- « Germaine » (en public) : le vers de la chanson originale « Elle écoutait les Stones et Maxime Le Forestier », se transforme en « Elle écoutait les Stones et Bernard Lavilliers. » dans la version en concert.
- Le Père Noël noir (live) : c'est une introduction sarcastique sur l'album live Un Olympia pour moi tout seul : « […] le père Noël... black », avec un black qui claque « façon Bernard Lavilliers. »[Quoi ?]
- Dans la chanson « À quelle heure on arrive », sur l'album Le Retour de Gérard Lambert, Renaud prétend qu'au concert du soir, ils seront des milliers : « […] enfoncés Supertramp, Trust et… Lavilliers (meuh non, j'déconne) […] »

### Elmer Food Beat
- Couroucoucou Roploplo : extrait de l'album 30 cm, d'Elmer Food Beat. le groupe entonne le refrain « […] Rio de Janvier, Bernard Lavilliers, moi j'ai tout oublié, sauf tes gros nénés. »

### Les Fatals Picards
- Une chanson, intitulée « Bernard Lavilliers », lui est consacrée sur l'album Pamplemousse mécanique des Fatals Picards, sorti en janvier 2007. Dans cette chanson, il est dépeint comme un surhomme ayant tout fait, avec par exemple « Il a écrit le Coran, le Kamasutra, les livres de poche. » Bernard Lavilliers apparaît dans le clip vidéo de la chanson[52],[53].

### Svinkels
- Les Svinkels citent le nom de Bernard Lavilliers dans la chanson À coups de Santiag (album Tapis rouge, 1999), pour faire une rime avec De Villiers et Laguiller, en parlant de personnalités politiques de la fin des années 1990 : « Pour parler d'De Villiers, j'm'habille comme Bernard Lavilliers / Les fachos cathos, m'rendent fous à lier, comme Arlette Laguiller. »

## Distinctions
Sa composition pour le film Rue barbare est nommée pour le César de la meilleure musique lors de la cérémonie de 1985.
Lors des Victoires de la musique en 2005, il est nommé pour la Victoire de l'album de chansons avec Carnets de bord.
Lors des Victoires de la musique en 2011, il remporte la Victoire de l'album de chansons de l'année avec Causes perdues et musiques tropicales.
En 2014, Bernard Lavilliers est nommé pour le Globe de cristal du meilleur interprète masculin.
Victoire d'honneur lors des victoires de la musique 2024.